# ベビリス
ベビリス(BaByliss)とは、米国コンエアー社傘下のパリ発祥のヘアースタイリングツールブランドである。

## 日本における発展
ヨーロッパではプロ向けのスタイリングツールとして浸透しているベビリスブランドを女性ヘアケア・メンズグルーミング家電中心に展開し、日本ではブランド生誕50年の2011年の10月よりスタート。
2013年下旬に世界初のオートカールアイロン『ベビリスプロ ミラカール』を発売。

## ベビリスプロ ミラカール
自動で髪が巻けるオートカールチャンバー技術により実現したミラカールは、オートアイロンのパイオニアである。その技術は「髪を安全にカールさせるためのヘアスタイリング機能の発明に対する特許」を取得済み。（国内特許：特許第5361906号、米国特許：US8.607.804B2）
ミラカールという名称は奇跡（ミラクル）のカールが一瞬で作れることから発展している。カールアイロンでは髪を上手に巻く事ができなかった人や、巻いてもカールが取れて戻ってしまう悩みに対し、ミラカールは簡単にキレイな巻き髪が実現できるオートカールアイロンである。
ミラカールの一番の特徴は短時間でカールができることであり、毛束をとってミラカールに挟むだけで、髪を自動で巻き取り技がなくてもカールが完成する。そのカール形状は3段階の温度調節、加熱時間、カール方向、髪質などに合わせて変化する。
また、艶のある綺麗なカール形状が実現することが評価されており、内部型高温パイプで自動巻きすることによりやけどの心配もカールアイロンに比べて減少する傾向にある。
ミラカールが発表される前までは髪をウェーブ状またはカール状に形を作る際にカーリングアイロンやホットカーラーを使用して巻くことが主流だったがミラカールの発売により、ヘアースタイリングの時間を大幅にカットすることが可能となる。オートカールアイロンはヘアーアイロン市場における新しいカテゴリーを広げるきっかけとなった。

### 受賞歴
- 日経トレンディ「2014年上半期ヒット商品ランキング」　デジタル クルマ部門　5位[4]
- 日経トレンディ「2014年ヒット商品ベスト30」 20位[5]